# 마리나 해변

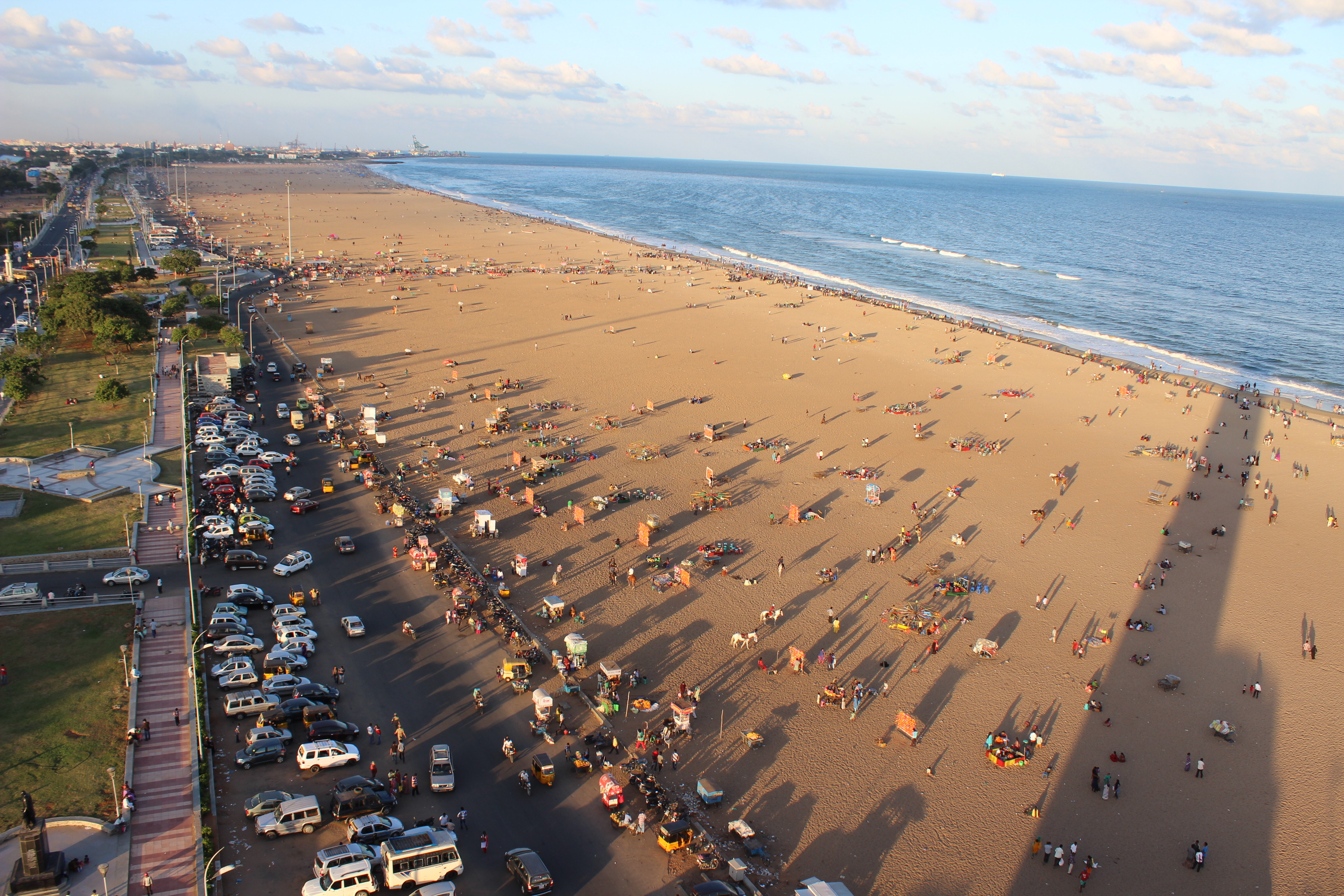
마리나 해변

마리나 해변(타밀어: மரினா கடற்கரை)은 인도 타밀나두 주 첸나이 벵골만에 인접해 있는 해변이다. 해변 북쪽에 있는 세인트 조지 요새로부터 남쪽에 있는 포어쇼어 이스테이트까지 12 km 길이로, 인도에서 가장 긴 자연 도시 해변이자 세계에서 두 번째로 긴 해변이다.